# المقبرة (السياني)

تعديل مصدري - تعديل

المقبرة محلة تابعة لقرية المسالقة، التابعة لعزلة هدفان بمديرية السياني إحدى مديريات محافظة إب في الجمهورية اليمنية، بلغ تعداد سكانها 55 حسب تعداد اليمن لعام 2004.